# Nicolae Dragomir
Nicolae Dragomir, romunski general, * 8. september 1898, Craiova,  † 17. julij 1981, Bukarešta.